# Jimmy Dawkins
James Henry « Jimmy » Dawkins (né le 24 octobre 1936 à Tchula, Mississippi et mort le 10 avril 2013  à Chicago, Illinois) est un chanteur et guitariste de blues.

## Biographie
Il déménage à Chicago en 1955, où il travaille à l'usine et joue dans des clubs locaux qui lui vaudront une réputation de musicien de sessions.
En 1969, grâce aux efforts de son ami Magic Sam, il enregistre son premier album solo Fast Fingers sur le label Delmark Records, remportant le Grand Prix du Disque du Hot Club de France. En 1971, Delmark sort son second album All For Business avec comme chanteur Andrew Big Voice Odom et le guitariste Otis Rush.
Il commence à tourner en Europe et au Japon, et enregistre plusieurs albums en Europe et aux États-Unis (il participe entre autres à l'enregistrement du légendaire Bad Luck blues de Cousin Joe chez Black & Blue). Dawkins a également tenu une chronique dans la revue Living Blues à la création de laquelle il a participé. Dans les années 1980, il enregistre peu, et commence sur son propre label Leric Records à promouvoir d'autres artistes.
À partir de 1991, il recommence à tourner et à enregistrer. En 1995, il reçoit trois nominations pour les W.C. Handy Award dans les catégories : 
- Best Blues Instrumentalist - guitare,
- Contemporary Blues Album of the Year (1994's Blues And Pain),
- Blues Song of the Year (Fool in Heah).

La resortie de Fast Fingers lui vaudra un W.C. Handy Award comme Best Reissue Blues Album of the Year en 1999.

## Discographie
- 1969 : Fast Fingers
- 1971 : All For Business
- 1971 : Jimmy Dawkins
- 1971 : Tribute To Orange
- 1972 : Transatlantic 770
- 1975 : I Want To Know
- 1976 : Blisterstring
- 1976 : Come Back Baby
- 1981 : Hot Wire '81
- 1982 : Jimmy and Hip: Live!
- 1985 : Feel The Blues
- 1986 : All Blues
- 1991 : Blues From Iceland
- 1992 : Kant Sheck Dees Bluze
- 1994 : Blues And Pain
- 1995 : B Phur Real
- 1997 : Me, My Gitar & The Blues
- 2002 : West Side Guitar Hero
- 2004 : Tell Me Baby